# Methanoregula boonei
Methanoregula boonei (лат.) — вид архей из семейства Methanoregulaceae.

## История изучения
Первоначально был известен как штамм 6A8T (=DSM 21154T =JCM 14090T). Был выделен в США в кислом омботрофном (питающемся за счёт осадков) болоте.

## Биологическое описание
Культуры диморфны, содержат особей двух типов: тонкие палочковидные клетки 0,2—0,3 мкм в диаметре и длиной 0,8—3,0 мкм и неправильные кокки 0,2—0,8 мкм в диаметре.

## Условия обитания
Ацидофильные организмы, выживают при pH = 4,0—4,5, однако оптимальным для роста является pH = 5,1 и температура 35 °C. Культура развивалась при среднем содержании Na+ — 0,43 ммоль, но рост подавлялся при 50 ммоль NaCl. Methanoregula boonei является одним из наиболее ацидофильных и солечувствительных метаногенов в чистой культуре.

## Метаболизм
Поглощают водород и углекислый газ для образования метана, но не разлагают формиаты, ацетаты, метанол, этанол, 2-пропанол, бутанол и триметиламин.